# Продадена невеста
„Продадена невеста“ (на чешки: Prodaná nevěsta) е комична опера в 3 действия от чешкия композитор Бедржих Сметана по либрето от Карел Сабина. Счита се за значителна стъпка в развитието на чешката музика.

## История
Написана е в периода 1863 – 1866 г. и за първи е изпълнена на 30 май 1866 г. във Временния театър (Prozatímní divadlo) в Прага. Не успява веднага да завоюва признание и е преработвана и допълвана в течение на следващите 4 г.
Първоначално е написана как оперета в 2 действия (с 20 музикални номера и разговорни диалози). Изискванията на чуждестранните оперни театри заставят Сметана да внесе изменения в партитурата, като я направи по-обширна. За изпълнението в Санкт Петербурге през 1870 г. операта е разделена на 3 действия, а разговорните диалози се превръщат в речитативи. В такъв вариант тя бързо получава популярност и в крайна сметка с успех се поставя по целия свят.
Операта получава международно признание след изпълнението във Виена през 1892 г. Тя е поставена в Чикаго (1893), Лондон (1895) и Ню Йорк (1909). Става първата и в продължение на много години единствената чешка опера в световния репертоар. Много от ранните международни представления са на немски език под название Die verkaufte Braut, а версията на немски продължава да се играе и записва. Немскоезичен филм-опера е направен от Макс Офюлс през 1932 г.

## Действащи лица
- Крушина, селянин – баритон
- Людмила, неговата жена – сопран
- Марженка, тяхната дъщеря – сопран
- Миха, богат селянин – бас
- Хата, негова жена – мецосопран
- Вашек, техен син – тенор
- Йеник, син на Миха от първия брак, ратай – тенор
- Есмералда, танцьорка – сопран
- Индианец, комедиант – тенор
- селяни, младежи и девойки, артисти от пътуващ цирк и др.

Действието се развива в село в Чехия през 19 век.